# Saison 4 d'Austin et Ally
Chronologie
Saison 3
Cet article présente la quatrième saison de la série télévisée américaine Austin et Ally.
La diffusion de cette saison commence à partir du 18 janvier 2015 aux États-Unis.

## Distribution

### Acteurs principaux
- Ross Lynch (VF : Maxime Donnay) : Austin Moon
- Laura Marano (VF : Séverine Cayron) : Ally Dawson
- Raini Rodriguez (VF : Alice Ley) : Trish Delarosa
- Calum Worthy (VF : Nicolas Matthys) : Dez Wade

### Acteurs récurrents
- Andy Milder : Lester Dawson

### Invités
- Becky G : elle-même
- Maddie Ziegler : Shelby Hayden
- Dove Cameron : Bobbie
- Ryan McCartan : Billie

## Épisodes

### Épisode 1:Partir ou Rester?
- États-Unis : 18 janvier 2015 sur Disney Channel
- France, Belgique, Suisse: 25 avril 2015 sur Disney Channel France

### Épisode 2:Musique et Matelas
- États-Unis : 25 janvier 2015 sur Disney Channel
- France, Belgique, Suisse : 2 mai 2015 sur Disney Channel France

### Épisode 3:Le défi
- États-Unis : 8 février 2015 sur Disney Channel
- France, Belgique, Suisse : 9 mai 2015 sur Disney Channel France

### Épisode 4:Austin apprend l'espagnol
- États-Unis : 15 février 2015 sur Disney Channel
- France, Belgique, Suisse : 16 mai 2015 sur Disney Channel France

### Épisode 5:Devoirs et talents cachés
- États-Unis : 28 mars 2015 sur Disney Channel
- France, Belgique, Suisse : 30 mai 2015 sur Disney Channel France

- Maddie Ziegler (Shelby)
- Brooke Sorenson (Violet)

La sœur de Shelby veut que celle-ci sache jouer du violon comme elle. Elle amène donc Shelby à La boîte à musique. Shelby se rend compte que le violon n'est pas fait pour elle, aucun autre instrument d'ailleurs, et est désespérée. Austin et Ally sont tout aussi tristes...

### Épisode 6:Austin et Ally ou Bille et Bobbie
- États-Unis : 19 avril 2015 sur Disney Channel
- France, Belgique, Suisse : 6 juin 2015 sur Disney Channel France

- Dove Cameron (Bobbie)
- Ryan McCartan (Billie)

### Épisode 7:Parfum de mariage
- États-Unis : 3 mai 2015 sur Disney Channel
- France, Belgique, Suisse : 14 juin 2015 sur Disney Channel France

### Épisode 8:Un secret bien gardé
- États-Unis : 14 juin 2015 sur Disney Channel
- France, Belgique, Suisse : 29 août 2015 Disney Channel France

### Épisode 9:Une élève trop douée
- États-Unis : 21 juin 2015 sur Disney Channel
- France, Belgique, Suisse : date inconnue sur Disney Channel France

### Épisode 10:Danse et performance
- États-Unis : 12 juillet 2015 sur Disney Channel
- France, Belgique, Suisse : date inconnue sur Disney Channel France

### Épisode 11:Mystère et fièvre disco
- États-Unis : 26 juillet 2015 sur Disney Channel
- France, Belgique, Suisse : date inconnue sur Disney Channel France

### Épisode 12: Prédictions
- États-Unis : 9 août 2015 sur Disney Channel
- France, Belgique, Suisse : date inconnue sur Disney Channel France

### Épisode 13:En pleine tempête
- États-Unis : 23 août 2015 sur Disney Channel
- France, Belgique, Suisse : date inconnue sur Disney Channel France

### Épisode 14:Austin & Ally contre la petite terreur
- États-Unis : 20 septembre 2015 sur Disney Channel
- France, Belgique, Suisse : date inconnue sur Disney Channel France

### Épisode 15:Fiction et Frissons
- États-Unis : 4 octobre 2015 sur Disney Channel
- France, Belgique, Suisse : date inconnue sur Disney Channel France

### Épisode 16:La fin de l'enfance
- États-Unis : 8 novembre 2015 sur Disney Channel
- France, Belgique, Suisse : date inconnue sur Disney Channel France

### Épisode 17:À la recherche du livre perdu
- États-Unis : 22 novembre 2015 sur Disney Channel
- France, Belgique, Suisse : date inconnue sur Disney Channel France

### Épisode 18:Surprises et Père Noël
- États-Unis : 6 décembre 2015 sur Disney Channel
- France, Belgique, Suisse : date inconnue sur Disney Channel France

### Épisode 19:Ce n'est qu'un au revoir
- États-Unis : 10 janvier 2016 sur Disney Channel
- France : 27 février 2016 sur Disney channel France

### Épisode 20:Duos et destins
- États-Unis : 10 janvier 2016 sur Disney Channel
- France :  27 février 2016  sur Disney Chanel France